# Zdeňka Švabíková
Zdeňka Švabíková, née le 28 juin 1912 à Uherský Brod et morte le 27 juin 1994 à Prague, est une actrice de théâtre tchécoslovaque puis tchèque.
Première épouse de l'écrivain František Kožík (1938) et interprète à Brno de l' émission de radio Verda Stacio en espéranto, elle est la sœur de l'actrice Jarmila Švabíková.

## Biographie
Avant la Seconde Guerre mondiale, elle est membre de l'ensemble du Théâtre national de Brno. Sur scène, elle est souvent la partenaire de Karel Höger. Elle se produit également à la Radio de Brno.
Elle est la mère de Alena Kožíková.

## Théâtre
- 1934 : Julius Zeyer : Radúz et Mahulena, Théâtre provincial de Brno
- 1939 : Alfred de Musset : S láskou nejsou žádné žerty : Théâtre provincial de Brno, mise en scène de Václav Jiřikovský (cs) : Camilla